# 貝がらの街
貝がらの街（かいがらのまち）は、1978年2月18日から同年4月22日まで、日本テレビ系列の「土曜グランド劇場」の枠で放送されたテレビドラマ。全10話。

## 概要・内容
舞台は古い漁師町である千葉県・浦安。厚焼き卵と惣菜の店「佐川」を営む佐川一家は既に両親の亡い5人きょうだいで、長女でしっかり者の綾と、水産大学を中退した弟の泰明が店を切り盛りし、そして「佐川」は「魚徳」の主人・脇田徳三に陰ながら支援されていた。綾と泰明は、「ノリ正」の主人で地主の松木正吉から「土地を二千万円で買うか、それが出来なければ立ち退いてくれ」と言われており、その金の工面に頭を悩ませていた。そんな中、佐川一家は無利子・無担保で二千万円を貸すという人物が現れたことを聞いた。その人物こそ、10年前までの綾の恋人だった的場敬一だという…。そんな佐川きょうだいと周りの人々との交流、ふれあいなどを描いていった。
オープニングで映っていた魚市場、カモの泳ぐ浅瀬、夕陽に映える街並みなどは全て現地・浦安のロケで収録したものだった。
最終回の撮影地は、被災地宮城の牡鹿半島の鮎川浜である。

## キャスト
- 佐川泰明（長男）：三浦友和
- 佐川綾（長女）：大空眞弓
- 佐川典子（次女）：木之内みどり
- 佐川高志（次男）：梅津昭典
- 佐川太郎（三男）：坂上忍
- 脇田徳三：若山富三郎
- 脇田とよ：村瀬幸子
- 松木正吉：有島一郎
- 的場敬一：大出俊
- 的場総一郎：安部徹 - 敬一の父
- 山根：垂水悟郎

## スタッフ
- 脚本：西沢裕子
- 演出：篠木為八男
- 制作：日本テレビ

## 主題歌
南佳孝『潮風通りの噂』（作詞：山川啓介、作曲・編曲：大野雄二　CBSソニー） 

## 視聴率
18.2
10.1
12.5
12.810.3
11.8第7話　11.2%
第8話　10.4％
第9話　10.7％
第10話　14.7％